# 2010 en Alberta
Chronologie de l'Alberta
- 2006
- 2007
- 2008
- 2009
- 2010
- 2011
- 2012
- 2013
- 2014

Cette page concerne des événements qui se sont produits durant l'année 2010 dans la province canadienne de l'Alberta.

## Politique

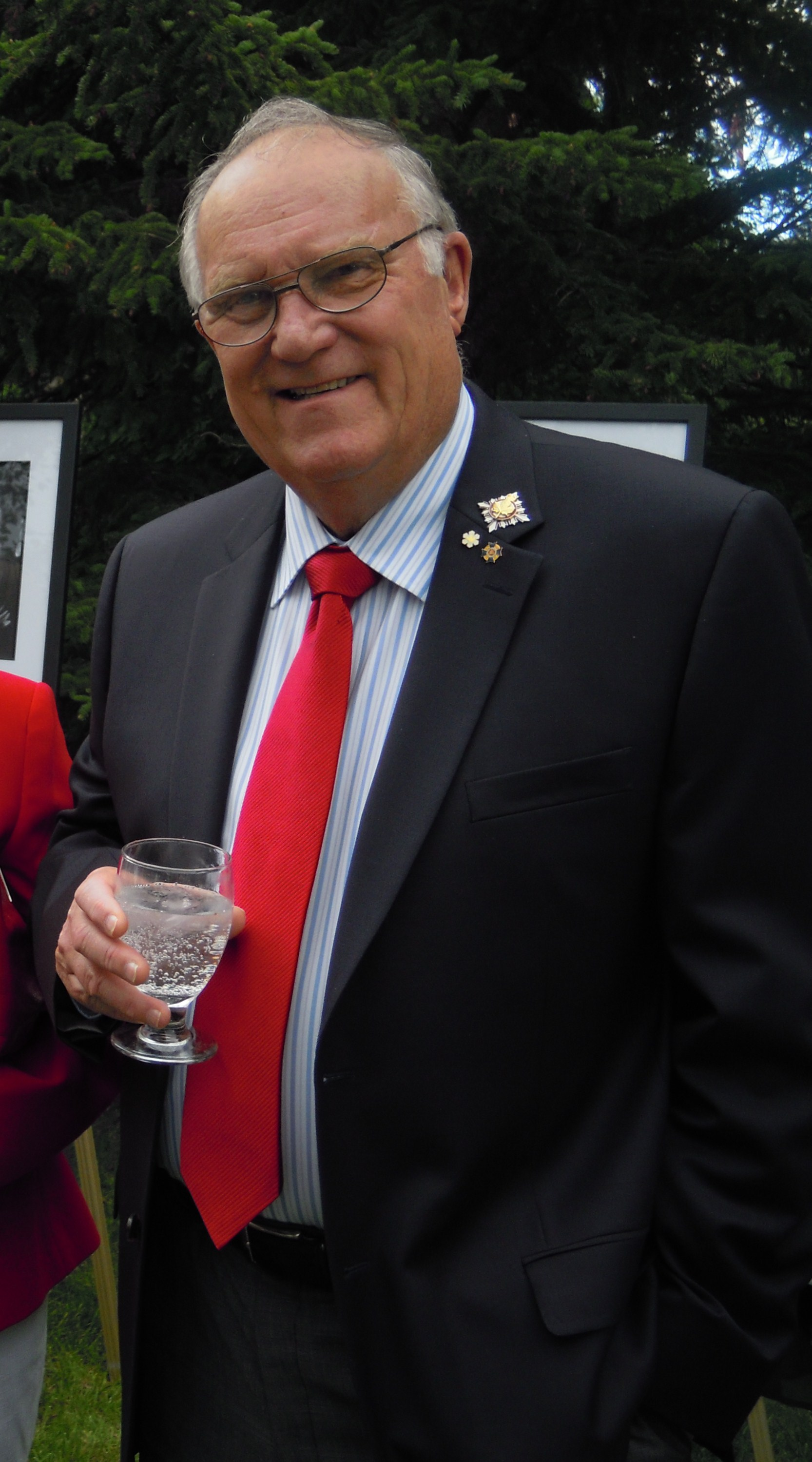

- Premier ministre :  Ed Stelmach (Parti progressiste-conservateur)
- Chef de l'Opposition : David Swann (Parti libéral)
- Lieutenant-gouverneur : Norman Kwong puis Donald Ethell (en)
- Législature : 27e (en)

## Événements
- Mise en service du Arbour Stone Rise Footbridge, passerelle pour piétons et cyclistes d'une longueur de 134 mètres et comportant deux arches de 60 mètres de portée, située à Calgary  [1].
- Le mardi 11 mai 2010 : Donald Ethell (en) devient lieutenant-gouverneur de l'Alberta. Il remplace Norman Kwong.
- Novembre : mise en service de la Fort Edmonton Footbridge, passerelle pour piétons de 246 mètres de long, dont la plus grande portée est de 138 mètres[2].

## Décès
- 22 octobre : Helen Hunley (en), lieutenant-gouverneur de l'Alberta.